# クリスティーナ・コック (宇宙飛行士)
クリスティーナ・ハンモック・コック（Christina Hammock Koch [koʊk], 1979年1月29日 - ）は、アメリカの技術者で、アメリカ航空宇宙局 (NASA) 所属の女性宇宙飛行士。

## 経歴
ノースカロライナ州立大学で電気工学と物理学の学士号と電気工学の修士号を受け、ゴダード宇宙飛行センター (GSFC) で働いている間に高度な研究も行った。宇宙飛行士になる直前には、アメリカ領サモアにある基地でアメリカ海洋大気庁の局長として勤務した。
2019年3月14日、国際宇宙ステーション (ISS) の第59次・第60次・第61次長期滞在ミッションのフライトエンジニアとしてソユーズロケットで打ち上げられた。2019年10月18日、コックとジェシカ・メイアは、世界初の女性だけの宇宙遊泳に成功。2019年12月28日には、コックの ISS での滞在が289日間となり、引退した宇宙飛行士ペギー・ウィットソンが保持していた最長宇宙滞在記録を更新し、他の女性宇宙飛行士よりも多くの時間を宇宙で過ごした女性となった。2020年2月6日に地球に帰還し、最終的な宇宙連続滞在期間は328日となった。